# Abantis contigua
Abantis contigua là một loài bướm ngày thuộc họ họ Bướm nhảy. Loài này được tìm thấy ở Cameroon, Cộng hòa Congo, Angola, Cộng hòa Dân chủ Congo, Uganda, tây Kenya và Zambia (từ phía tây bắc đến Copperbelt). Môi trường sống của loài này là rừng rụng lá.